# بريندا ارتشر
بريندا ارتشر (بالإنجليزية: Brenda Archer)‏ هي منافسة ألعاب القوى غيانية، ولدت في 17 سبتمبر 1942 في جورج تاون في غيانا.

## وصلات خارجية
- بريندا ارتشر على موقع أوليمبيديا (الإنجليزية)